# Плантейшен-Айленд (Флорида)
Плентейшен-Айленд (англ. Plantation Island) — статистически обособленная местность, расположенная в округе Коллиер (штат Флорида, США) с населением в 202 человека по статистическим данным переписи 2000 года.

## География
По данным Бюро переписи населения США статистически обособленная местность Плентейшен-Айленд имеет общую площадь в 1,55 квадратных километров, водных ресурсов в черте населённого пункта не имеется.
Статистически обособленная местность Плентейшен-Айленд расположена на высоте уровня моря.

## Демография
По данным переписи населения 2000 года в Плентейшен-Айленд проживало 202 человека, 57 семей, насчитывалось 92 домашних хозяйств и 158 жилых домов. Средняя плотность населения составляла около 130,32 человека на один квадратный километр. Расовый состав населённого пункта распределился следующим образом: 96,53 % белых, Испаноговорящие составили 3,47 % от всех жителей статистически обособленной местности.
Из 92 домашних хозяйств в 18,5 % воспитывали детей в возрасте до 18 лет, 54,3 % представляли собой совместно проживающие супружеские пары, в 3,3 % семей женщины проживали без мужей, 38,0 % не имели семей. 28,3 % от общего числа семей на момент переписи жили самостоятельно, при этом 9,8 % составили одинокие пожилые люди в возрасте 65 лет и старше. Средний размер домашнего хозяйства составил 2,20 человек, а средний размер семьи — 2,65 человек.
Население статистически обособленной местности по возрастному диапазону по данным переписи 2000 года распределилось следующим образом: 14,4 % — жители младше 18 лет, 9,4 % — между 18 и 24 годами, 21,3 % — от 25 до 44 лет, 32,7 % — от 45 до 64 лет и 22,3 % — в возрасте 65 лет и старше. Средний возраст жителей составил 48 лет. На каждые 100 женщин в Плентейшен-Айленд приходилось 104,0 мужчин, при этом на каждые сто женщин 18 лет и старше приходилось 119,0 мужчин также старше 18 лет.
Средний доход на одно домашнее хозяйство статистически обособленной местности составил 38 750 долларов США, а средний доход на одну семью — 45 208 долларов. При этом мужчины имели средний доход в 31 667 долларов США в год против 30 833 доллара среднегодового дохода у женщин. Доход на душу населения статистически обособленной местности составил 38 750 долларов в год. 13,8 % от всего числа семей в населённом пункте и 14,6 % от всей численности населения находилось на момент переписи населения за чертой бедности, при этом из них были моложе 18 лет и 11,4 % — в возрасте 65 лет и старше.